# Бухарай
Бухарай — село в Заинском районе Татарстана. Административный центр Бухарайского сельского поселения.

## География
Находится в восточной части Татарстана на расстоянии приблизительно 24 км на юго-восток по прямой от районного центра города Заинск у речки Малая Ирня.

## История
Основано в середине XVIII века. Упоминалось также как Марьино. В советское время работали колхозы «Верный путь», им. Калинина, им. Куйбышева, позже СПК «Бухарай».

## Население
Постоянных жителей было: в 1859—421, в 1897—703, в 1913—659, в 1920—732, в 1926—614, в 1938—489, в 1949—350, в 1958—373, в 1970—302, в 1979—259, в 1989—404, в 2002—458 (русские 53 %, татары 47 %), 512 в 2010.